# Saint-Sandoux
Saint-Sandoux település Franciaországban, Puy-de-Dôme megyében. Lakosainak száma 996 fő (2022. január 1.). Saint-Sandoux Ludesse, Olloix, Plauzat, Saint-Amant-Tallende, Saint-Saturnin és Tallende községekkel határos.

## Népesség
A település népessége az elmúlt években az alábbi módon változott:
| Lakosok száma | 929  | 942  | 967  | 955  | 957  | 972  | 980  | 988  | 996  |
|               | 2013 | 2015 | 2016 | 2017 | 2018 | 2019 | 2020 | 2021 | 2022 |